# Xysticus curtus
Xysticus curtus là một loài nhện trong họ Thomisidae.
Loài này thuộc chi Xysticus. Xysticus curtus được Richard C. Banks miêu tả năm 1898.